# لنیک
شهر لنیک (به فرانسوی: Lennik) در ناحیه اداری ال-ویلوورد  در استان فلومیش بربان  در منطقه فلاندری در کشور بلژیک واقع شده‌است.